# Late

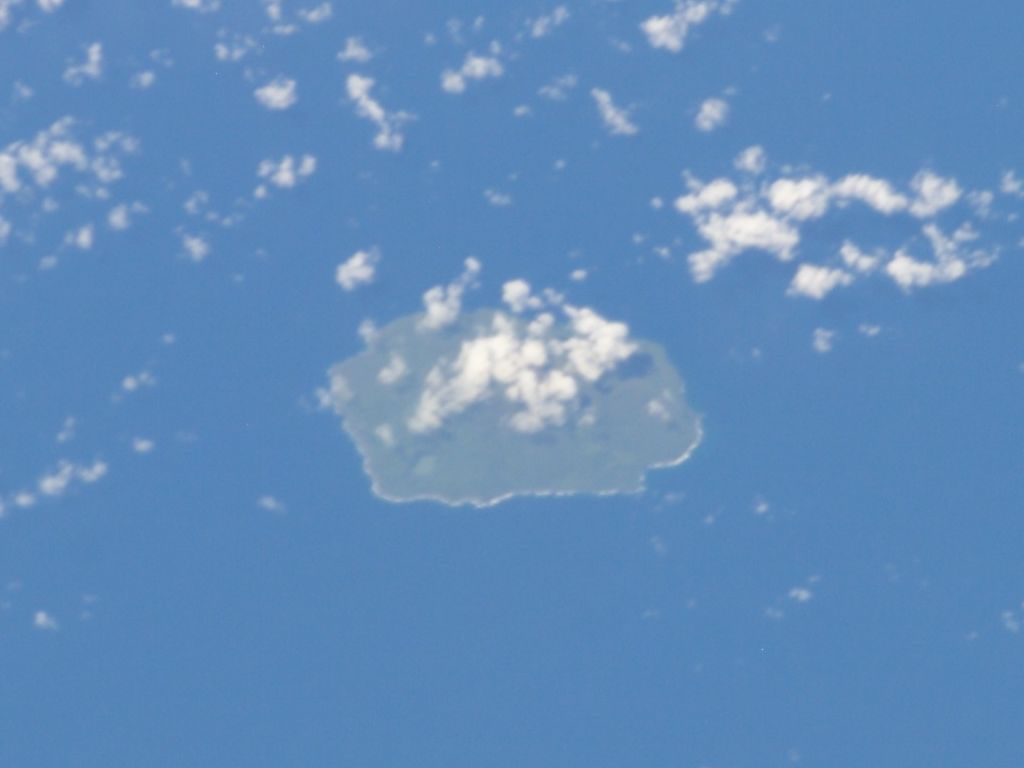
Ll'île de Late vue depuis l'espace.

Late est une île volcanique inhabitée des Tonga, dans le Pacifique. Cette petite île de 6 kilomètres de diamètre se situe le long de l'arc volcanique de Tofua, à 55 km au sud-ouest de Vavaʻu. Le volcan, principalement sous-marin, a une hauteur de 1 500 mètres dont le tiers seulement (540 m) émerge au-dessus du niveau de la mer. Le cratère fait 400 mètres de diamètre et 150 mètres de profondeur, parfois rempli par un lac volcanique. Deux éruptions ont été enregistrées : l'une en 1790 et l'autre en 1854.
Le premier européen à découvrir Late fut l'officier de marine espagnol Francisco Mourelle de la Rúa le 27 février 1781, à bord de la frégate Princesa. Six ans plus tard, l'île fut explorée par le français Jean-François de la Pérouse. Le Britannique Edward Edwards visita l'île en 1791 et la nomma Bickerston.